# Morten Olsen
Morten Olsen (Vordingborg, 14. kolovoza 1949.), je danski nogometni trener i umirovljeni nogometni reprezentativac. Bio je petnaest godina izbornik danske nogometne reprezentacije. Nakon što se Danska nije uspjela kvalificirati na Europsko prvenstvo 2016. godine, Olsen je podnio ostavku. On je Dance vodio na četiri velika natjecanja i bio je izbornik s najduljim stažem u Europi. U dresu reprezentacije odigrao je 102 utakmice i zabio četiri gola.

## Vanjske poveznice
- Profil na stranicama danske reprezentacije  Arhivirana inačica izvorne stranice od 4. veljače 2012. (Wayback Machine) (dan.)